# Cabo Ártico
O cabo Ártico (AO 1945: cabo Árctico; Mys Arkticheskiy do russo Мыс Арктический) é um dos pontos mais setentrionais da Ásia. Situa-se na Ilha Komsomolets, no arquipélago de Severnaia Zemlia no oceano Ártico. As suas coordenadas são aproximadamente 81° 13′ N, 95° 15′ L. Durante a época de Josef Stalin o cabo tinha o nome de cabo Molotov.
O cabo Árctico é ultrapassado pelo cabo Fligely (mys Fligeli) na ilha Rudolfo (ostrov Rudolfa). No continente asiático o ponto mais setentrional é o cabo Chelyuskin.